# 천공의 에스카플로네
《천공의 에스카플로네》(일본어: 天空のエスカフローネ 덴쿠노 에스카후로네[*])는 1996년 4월 2일부터 9월 24일까지 일본 TV도쿄에서 방영된 전 26화의 애니메이션으로, 중세풍의 가상 세계를 배경으로 한 판타지 로봇메카닉 장르 작품이다.
2007년 11월 23일 일본에서 기존 DVD의 화질을 크게 개선한 리마스터판 DVD가 발매되었고 2012년 2월 24일 Blu-ray 디스크가 발매되었다.
대한민국에서는 SBS에서 1998년 8월 21일부터 1999년 1월 15일까지 방영되었다. 이후 1999년 하반기에 한 차례 재방영된 바 있다. 투니버스와 애니원에서도 방영된 바 있다.

## 등장인물

### 지구
- 칸자키 히토미(神崎ひとみ)

성우는 사카모토 마아야(坂本真綾).
가마쿠라키타(鎌倉北) 고교에 다니는 1학년 육상부 학생. 숏커트한 황갈색 머리카락의 활달한 소녀다.
타로카드 점이 특기로 점괘가 잘 맞아 친구들이 자주 카드 점을 부탁한다. 같은 육상부의 아마노 선배를 좋아해서 유학을 떠나는 그에게 고백을 하던 중 운동장에 용과 함께 나타난 반 파넬을 만나게 되고 반과 함께 빛의 기둥에 이끌려 다른 세계인 가이아에 떨어진다.
목에 걸고 다니는 펜던트는 외할머니의 유품으로, 가이아에 온 뒤로 이것으로 다우징을 해서 미래를 예측할 수 있는 능력이 생긴다.
아마노와 닮은 알렌을 좋아하게 되며, 같은 또래이고 무뚝뚝한 성격의 반과는 티격태격하지만 여정을 같이 하며 점차 정이 든다.
- 우치다 유카리(内田ゆかり)

성우는 이이즈카 마유미(飯塚雅弓).
히토미의 친구. 육상부 매니저. 아마노 스스무 선배가 유학을 떠나기로 했다는 소식을 먼저 알게 되어, 그를 좋아하는 친구 히토미에게 용기를 내어 고백하라고 북돋아 준다. 사실은 자신도 아마노를 좋아하고 있다.
- 아마노 스스무(天野 進)

성우는 미키 신이치로(三木真一郎).
히토미의 육상부 선배. 히토미가 짝사랑하고 있다. 유학을 떠나려 했으나 히토미가 갑자기 반과 함께 사라진 뒤 책임감을 느끼고 당분간 일본에 남기로 한다.
- 히토미의 어머니

가정 주부. 아마노와 유카리로부터 딸 히토미가 빛의 기둥에 휩쓸려 사라졌다는 것을 듣게 된다. 얼마 뒤 다시 집에 찾아온 아마노와 유카리에게 자신의 어머니(히토미의 할머니)도 예전에 다른 세계에 날아갔다 온 적이 있더라는 이야기를 들려준다.
- 히토미의 외할머니

작중에서는 이미 작고한, 히토미에게 펜던트를 물려준 외할머니. 히토미와 같은 또래이던 시절 어느 여름날 축제에 놀러갔다가, 빛의 기둥에 휘말려 전혀 다른 세계인 가이아로 날아가 알렌 셰자르의 아버지 레온과 만난 적이 있다.

### 파넬리아 왕국
- 반 파넬(バァン・ファーネル)

성우는 세키 토모카즈(関智一). 어린 시절의 목소리는 가메이 요시코(亀井芳子)가 연기했다.
본명은 반 슬란자르 데 파넬. 용의 가호를 받는 가이아의 작은 왕국 파넬리아의 왕자이다. 형 폴켄이 용 퇴치 의식 때 사라진 일로 인해 적에게 등을 보이고 도망치는 것을 싫어하는 강박이 있다. 왕위를 잇기 위해 치르던 용 퇴치 의식 중 갑자기 지구로 소환되어 히토미를 만나게 된다. 용 퇴치에 성공해 가이아로 돌아와 왕위를 계승하고, 왕가 전용 가이메레프인 에스카플로네와 피의 계약을 맺는다. 그러나 자이바하의 공격으로 계승식날 조국 파넬리아가 멸망한 뒤 에스카플로네를 타고 싸우며 히토미와 함께 온갖 모험과 싸움을 겪게 된다.
성격은 과묵하며 감정적으로 약간 둔한 편이고 인간관계가 서투르다. 왕으로서의 사명, 싸운다는 일의 괴로움, 생명의 소중함에 대한 고민 등으로 괴로워하는 일면도 보인다. 바탕은 상냥하고 다정한 사람이다. 히토미에게도 처음부터 쌀쌀하거나 무뚝뚝하게 대하지만 조금씩 신경쓰고 있다.
용신인인 어머니의 피를 이어받아 등에 흰 날개를 돋게 할 수 있는 능력이 있다.
【극장판 설정】흑룡족에 의해 멸망해 버린 용족 왕국의 마지막 왕. 흑룡족을 이끌었던 형에 대한 복수를 목적으로 싸움에 임한다.
처음에는 에스카플로네 안에서 나타난 히토미에 대해 의구심을 갖고 있었지만, 그녀와의 교류를 통해 본래의 인간성을 회복해 간다.
- 메루루(メルル)

성우는 오오타니 이쿠에(大谷育江).
반을 사모하는 묘인(猫人)족 소녀. 반의 시녀격이면서 동생 같기도 한 존재다. 반을 위해서라면 자신을 희생하는 것도 두려워하지 않는다. 처음 만났을 무렵에는 히토미를 싫어하였으나 차차 관계가 개선된다. 전쟁고아였으며, 말투는 어린애 같지만 때때로 어른스러운 일면도 보여준다. 꼬리에 기분이 나타나는 등 고양이의 습성을 갖고 있다.
【극장판 설정】어려서 천애고아가 되어 버린 반과 함께 '아돔' 마을에서 자랐으며, 현재는 반과 함께 아바하라키에 몸을 맡기고 있는 처지. 상냥한 반의 원래 모습을 알기 때문에 현재의 모습을 보며 초조해한다.
- 고오우(ゴオウ)

성우는 오쓰카 아키오(大塚明夫).
선대 파넬리아 왕. 폴켄과 반의 아버지. 용신인인 바리에와 만나 주변의 반대를 무릅쓰고 결혼한다. 반이 어릴 적에 병사했다.
- 바리에(ヴァリエ)

성우는 사카키바라 요시코(榊原良子).
폴켄과 반의 어머니. 용신족의 후예. '운명의 만남' 결과, 파넬리아 왕인 고오우와 결혼. 고오우가 죽은 뒤, '용 퇴치 의식' 도중에 행방불명된 폴켄을 찾아 용의 숲에 들어갔다가 실종된다. 소설판에서는 남편의 애인(디란두의 어머니)를 추방해 버리는 엄격한 일면을 보이기도 한다.
- 바르가스(バルガス)

성우는 겐다 뎃쇼(玄田哲章).
파넬리아 왕국의 사무라이 대장. 반과 알렌의 검술 스승이기도 하다. 파넬리아의 네 사무라이 대장 중 리더격이며 가이아 3검호의 한 사람으로 꼽히기도 한다. 그 힘은 가이메레프에 검 한 자루만 가지고 대적할 수 있을 정도이다. 자이바하 제국이 파넬리아를 침공했을 때 알세이데스 한 대를 쓰러뜨렸지만, 본인도 당하고 만다.

### 아스토리아 왕국
- 알렌 셰자르(アレン・シェザール)

성우는 미키 신이치로(三木真一郎).
아스토리아의 기사. 반의 스승이기도 한 바르가스의 제자로, 뛰어난 검술의 소유자이자 '천공의 기사'의 일원이며 미남자다. 변방 요새의 국경수비대장으로 있다가 자이바하의 공격으로 요새가 함락당한 뒤 히토미와 반 일행을 데리고 수도 파라스로 간다.
지구의 아마노 스스무와 꼭 닮아 히토미가 연모의 감정을 품게 된다.
- 아스톤 사라 밀라나(アストン・サラ・ミラーナ)

성우는 이이즈카 마유미(飯塚雅弓).
상업국 아스토리아의 셋째 공주. 큰언니 말레네와 꼭 닮았다는 평을 듣는 미인이며, 자매 중 막내답게 가장 활달한 성격이다. 알렌을 좋아한다.
- 가데스(ガデス)

성우는 오카와 도오루(大川透).
알렌의 부관. 리더십이 있고 침착한 성격으로 알렌의 부재 시나 셰라자드 출격 시에 크루제드의 지휘를 담당한다.
- 드라이덴 파싸(ドライデン・ファッサ)

성우는 코스기 쥬로타(小杉十郎太).
밀라나 공주의 약혼자. 아스토리아의 거상이자 실권자인 메이덴의 장남이자 상속자다. 정치는 경제력에 종속된다는 생각을 갖고 있다.
- 레온 셰자르

알렌의 아버지. 좋은 집안에서 태어나 엔시아와 결혼해 자녀를 두었으나 아틀란티스의 힘을 찾겠다는 목표 아래 가족을 버리고 평생을 떠돌았다.
- 엔시아 셰자르

알렌의 어머니. 딸 세레나가 행방불명된 후 건강이 악화돼 병사했다.
- 에리즈 아스톤(エリーズ・アストン)

성우는 아마노 유리(天野由梨).
아스토리아의 둘째 공주. 조용하고도 올곧은 성격으로 마음속에 알렌에 대한 연모를 품고 있지만 겉으로 드러내는 일이 없다.

### 자이바하 제국
- 디란드 알바타우

성우는 타카야마 미나미(高山みなみ).
자이바하 용격대의 대장. 회색빛 머리카락을 가진 잔인하고 폭력적인 성격의 미소년이다. 전용 가이메레프인 붉은 알세이데스를 사용한다.
- 폴켄 라쿠르 데 파넬

성우는 나카타 죠지(中田譲治).
반 파넬의 형. 왕위 계승을 위한 용 퇴치 의식에 실패한 뒤 한 팔을 잃고 정신을 잃었을 때 도른커크가 구해준 뒤로 자이바하의 마도사가 되었다. 용격대 후방 부유요새의 군사(軍師)로서 파넬리아 멸망에 앞장섰다.
- 셰스터

성우는 야마구치 캇페이(山口勝平).
용격대의 일원. 짧은 금발머리의 미소년이다. 반과의 전투에서 사망한다.
- 미겔 라비리엘

성우는 마쓰노 다이기(松野 太紀).
용격대의 일원. 짧은 갈색머리의 미소년이다. 반과 알렌에게 포로로 잡혀 프레이드 공국에 억류되었다가, 탈옥하여 도주하던 길에 폴켄의 부하인 존기에게 살해당한다.
- 가티

성우는 마도노 미츠아키(真殿光昭).
용격대의 일원. 옅은색 곱슬머리의 미소년이다. 반과의 전투에서 사망한다.
- 다레트

성우는 아리마 가쓰아키(有馬克明).
용격대의 일원. 긴 갈색 단발머리의 미소년이다. 반과의 전투에서 사망한다.
- 나리아

성우는 아마노 유리(天野由梨).
폴켄의 부하. 은빛의 표인(彪人) 여성이다. 어렸을 적 부모가 인간들에게 살해당한 뒤 포획당할 위기에 처하자 동생 에리야와 함께 손을 잡고 절벽 아래로 뛰어 내렸다. 그때 폴켄이 날개를 펼쳐 두 사람을 구해준 뒤로 폴켄의 부하가 되어 검술을 연마하고 전용 가이메레프로 싸운다. 폴켄에게 연모의 정을 품고 있다. 온몸의 피를 행운강화혈액으로 바꾼 행운강화병이 되어 출격해 한동안 승승장구하나 그 반작용으로 급격히 쇠약해졌고 결국 폴켄의 품에서 숨을 거둔다.
- 에리야

성우는 히다카 나루미(日高奈留美).
폴켄의 부하. 금빛의 표인(彪人). 나리아의 동생이다. 언니와 마찬가지로 폴켄의 부하로 일하고 있으며 그에게 연정을 품고 있다. '사랑의 황금률 작전'에서 히토미와 알렌의 대역을 맡아 폴켄과 입을 맞추지만, 그로써 폴켄이 자신들에게 연정은 없음을 확인한다. 이후 행운강화병이 되어 언니와 함께 폴켄의 품에서 숨을 거둔다.
- 자주카

성우는 쓰지타니 고지(辻谷耕史).
용격대가 모두 죽은 뒤 디란두의 부관을 맡게 된 견인(犬人). 디란두에게 매우 충직하다.
세레나 셰자르가 자이바하에게 납치되어 신체개조실험의 대상이 되었을 때부터 세레나를 진심으로 아껴 주었다.
- 도른커크

성우는 야마우치 마사토(山内雅人).
자이바하 제국의 황제. 길고 흰 머리카락과 수염을 늘어뜨린 노인이다.
환상의 달(지구) 출신으로, 먼 옛날 운명에 관한 진실을 갈구하며 병상에서 신음하던 중 눈을 떠보니 가이아로 왔다고 한다. 가이아에서도 황량하고 가난한 나라였던 자이바하가 현재의 부강하고 과학기술이 발달한 나라가 되도록 지도했다. 아틀란티스의 힘을 이용해, 인간의 운명을 만유인력과 같은 물리법칙으로 체계화하고 이를 개변시키는 기계를 만드는 데 힘을 쏟고 있다. 용 사냥에 실패해 쓰러져 있던 폴켄을 구해 치료받게 했으며, 알렌의 아버지 레온과도 관계가 있었다. 작중에서는 그가 아이작 뉴튼이라 암시하고 있다.

### 프레이드 공국
- 시드 자르 프레이드

성우는 타카야마 미나미(高山みなみ).
금발에 푸른 눈을 가진 프레이드 공국의 왕자. 유년기의 어린 왕자지만 왕족으로서의 책임감이 강하다. 어머니 말레네가 생전에 알렌 셰자르의 이야기를 자주 들려주어 그에게 동경을 갖고 있다. 친아버지는 알렌이다.
- 마하드 다르 프레이드(マハド・ダル・フレイド)

성우는 나카노 유타카(仲野 裕).
프레이드 공국의 왕. 엄격하고 진중한 성격이지만 다정한 일면도 있다. 아내 말레네를 진심으로 사랑하여, 시드의 출생에 관한 진실을 알면서도 시드를 자신의 아이로 여긴다. 자이바하와의 전쟁에서 사망한다.
- 말레네

성우는 기시로 사쿠라코(稀代桜子).
아스토리아의 첫째 공주. 프레이드로 시집오기 전 천공의 기사인 알렌과 금지된 사랑을 나누었다. 병사했다.
- 보리스

성우는 이이즈카 쇼조(飯塚昭三).
프레이드 공국의 집정관. 공왕이 출타 중인 동안 시드를 보좌했다. 자이바하와의 결전에서 전서(傳書) '사자(獅子)의 권(卷)'을 결행해 다른 승병들과 함께 나라를 위해 목숨을 바쳤다.
- 가자

성우는 후지와라 케이지(藤原啓治).
포르토나 사원에 보관된 프레이드의 비보(秘寶)를 지키는 제그 일족의 수장. 프레이드 공국과 자이바하 제국의 전쟁에서 싸웠고 공왕의 마지막 유언을 들었다.

## 관련용어
- 가이아
- 환상의 달
- 아스가르드 대륙
- 환상의 계곡
- 아틀란티스
- 에너지스트
- 드라고 에너지스트
- 부유석
- 히토미의 펜던트
- 부유요새
- 이스파노 공방선
- 유체 금속
- 행운 증폭기

### 가이메르프
- 에스카플로네
- 이스파노제 가이메르프

## 각 편의 제목
- 1화 운명의 고백 (運命の告白)
- 2화 환상의 달의 소녀 (幻の月の少女)
- 3화 화려한 검사 (華麗なる剣士)
- 4화 마성의 미소년 (魔性の美少年)
- 5화 형제의 각인 (兄弟の刻印)
- 6화 책모의 수도 (策謀の都)
- 7화 예기치 못한 이별 (予期せぬ別れ)
- 8화 천사가 날아오르던 날 (天使の舞う日)
- 9화 날개의 기억 (羽根の記憶)
- 10화 푸른 눈동자의 왕자 (青き瞳の王子)
- 11화 죽음의 예언 (死の予言)
- 12화 비밀의 문 (秘密の扉)
- 13화 붉은 운명 (赤い運命)
- 14화 위험한 상흔 (危険な傷跡)
- 15화 잃어버린 낙원 (失われた楽園)
- 16화 이끌려 온 자 (導かれし者)
- 17화 이 세상의 끝 (この世の果て)
- 18화 운명의 인력 (運命の引力)
- 19화 사랑의 황금률 작전 (恋の黄金律作戦)
- 20화 거짓된 언약 (偽りの契り)
- 21화 행운의 반작용 (幸運の反作用)
- 22화 검은 날개의 천사 (黒き翼の天使)
- 23화 폭풍우의 예감 (嵐の予感)
- 24화 운명의 선택 (運命の選択)
- 25화 절대 행운권 (絶対幸運圏)
- 26화 영원한 마음 (永遠の想い)